# Alex Kidd: High-Tech World
Alex Kidd High-Tech World is het vierde computerspel in de Alex Kidd-serie. Het spel is ontwikkeld en uitgegeven door Sega. Het spel werd in 1987 uitgebracht in Japan en twee jaar later in Noord-Amerika en Europa. 
Het spel is eigenlijk een gemodificeerde versie van het Japanse Master System-spel Anmitsu Hime, die gebaseerd is op de gelijknamige Japanse televisieserie. Veranderingen die gemaakt zijn in Alex Kidd High-Tech World hebben betrekking op de personages, de Engelse tekst en een nieuwe verhaallijn.
Deze veranderingen veroorzaken een gat in het verhaal, omdat er een vertoning is van de vader van Alex op het begin van het spel. Zijn vader zou vermist moeten zijn tot het einde van Alex Kidd in the Enchanted Castle waar hij weer gevonden wordt. Verder zijn er een heleboel onbekende personages (Engels: "characters") in het spel aanwezig die nog niet eerder waren vertoond en komt zijn broer Egle niet in het verhaal voor. Er kan gezegd worden dat Alex Kidd in dit spel geplaatst is zonder te kijken naar zijn eerdere en latere optredens in de serie. Dit spel moet daarom niet in de context van het verhaal bekeken worden, maar gezien worden als zelfstandig spel.

## Verhaal
Een nieuwe arcadehal is geopend in een stadje naast de plaats waar Alex Kidd, de prins, woont. Alex was blij toen hij het nieuws vernam, maar hij wist niet hoe hij er kon komen. Zijn moeder vertelde hem dat er een kaart is die hem naar het stadje kan leiden. Maar, de kaart is versnipperd in acht stukken. Dus, om er te komen, moet Alex de acht stukken van de kaart vinden.

## Spel
Het spel is opgedeeld in vier gebieden; het kasteel, het ninjabos, het dorp en het dierenbos. Het spel begint om 09:00 en Alex heeft tot 17:00 de tijd om High-Tech World te bereiken. Hij moet in het spel de acht kaartstukken zien te vinden, voordat de tijd is verstreken. Wanneer Alex alle kaartstukken in handen heeft, kan hij uit het kasteel ontsnappen.
Daarna volgt Mary's toets, die bestaat uit het beantwoorden van tien vragen. In de toets met de dienaren moet Alex de juiste naam bij elke dienaar geven. In totaal zijn er zes dienaren. In het ninjabos heeft Alex de kracht om te springen en ballen te gooien waarmee hij tegenstanders kan doden en ninjasterren kan afkaatsen. Het spel heeft nu een grote overeenkomst met Alex Kidd in Miracle World of Alex Kidd in Shinobi World. Het gebied is uitgespeeld wanneer de uitgang aan het einde (rechterkant) bereikt wordt.
In het dorp is een groot scala aan winkels en gebouwen te vinden. Hier kan Alex voorwerpen kopen en verkopen. Het belangrijkste gebouw in het dorp is de kerk in het midden van het veld. Daarna volgt het dierenbos, dat vergelijkbaar is met het ninjabos. Onderweg wordt Alex belaagd door hordes springende ninja's met ninjasterren.
De speler heeft nu High-Tech World (de naam van de arcadehal) bereikt en hij speelt als laatste het spel Out Run.

## Ontvangst
Het spel werd wisselend ontvangen:
| Beoordeeld door        | Datum            | Score |
| ---------------------- | ---------------- | ----- |
| GamesCollection        | 23 november 2007 | 70%   |
| VideoGame              | november 1991    | 60%   |
| VicioJuegos.com        | 15 juni 2008     | 60%   |
| Jeuxvideo.com          | 20 juli 2010     | 55%   |
| SegaFan.com            | 7 juli 2004      | 45%   |
| All Game Guide         | 1999             | 40%   |
| The Games Machine (GB) | januari 1990     | 38%   |
| Game Freaks 365        | 2000             | 24%   |
| HonestGamers           | 12 januari 2004  | 20%   |
| The Video Game Critic  | 7 april 2012     | 0%    |